# Sacharymetr

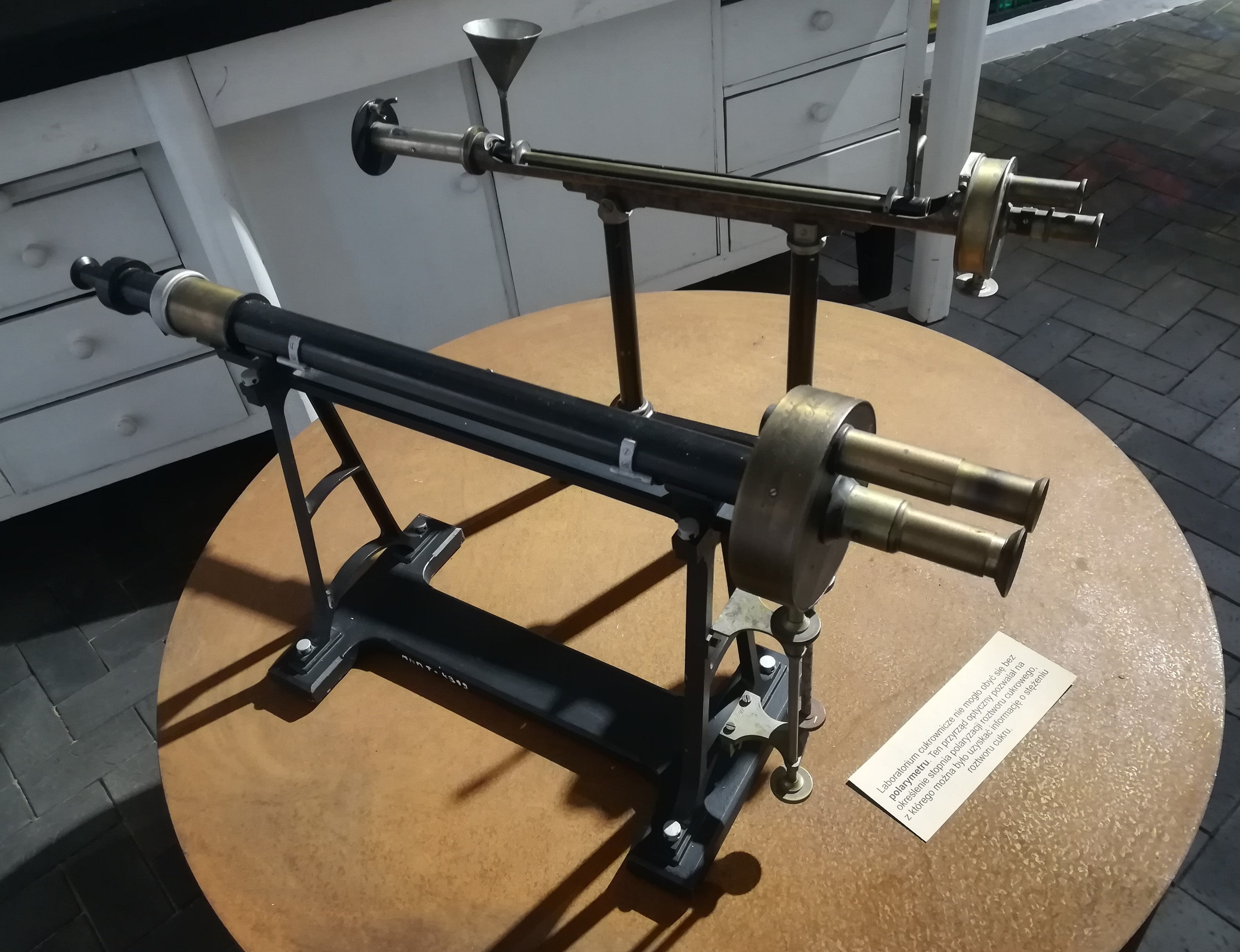
Sacharymetry w Muzeum Narodowym Rolnictwa w Szreniawie

Sacharymetr – przyrząd pomiarowy umożliwiający wyznaczenie zawartości cukru (sacharozy) w roztworze wodnym. Jest to odpowiednio wyskalowany polarymetr. Działanie przyrządu oparte jest na pomiarze skręcalności roztworu sacharozy – substancji aktywnej optycznie. Kąt skręcenia płaszczyzny polaryzacji światła jest proporcjonalny do stężenia cukru, zgodnie ze wzorem:
{\displaystyle \alpha =\alpha _{\mathrm {w} }\ c\ S,}
gdzie:
{\displaystyle \alpha } – kąt skręcenia płaszczyzny polaryzacji światła,
{\displaystyle \alpha _{\mathrm {w} }} – skręcalność właściwa sacharozy,
{\displaystyle c} – stężenie sacharozy,
{\displaystyle S} – odległość pokonywana przez światło w roztworze.
Zatem polarymetr można wyskalować zamiast w stopniach, bezpośrednio w jednostkach stężenia cukru w wodzie.